# Alto Alegre (Roraima)
Alto Alegre è un comune del Brasile nello Stato di Roraima, parte della mesoregione del Norte de Roraima e della microregione di Boa Vista.